# 大连顺发足球俱乐部
大连顺发足球俱乐部是一家已经不存在的中国足球俱乐部。
1994年12月28日成立，主教练为原国脚臧蔡灵。
1995年参加乙级联赛，取得第三名，晋升甲B联赛。
1996年降入乙级后，与大连毅腾足球俱乐部合并。